# نوردیک کپیتال
نوردیک کپیتال (انگلیسی: Nordic Capital) شرکت سرمایه‌گذاری بریتانیایی است، که در سال ۱۹۸۹ تأسیس شد.